# Domingos da Costa
Domingos da Costa foi um administrador colonial português que exerceu o cargo de Capitão-mor no antigo território português subordinado à Índia Portuguesa de Timor-Leste entre 1697 e 1702, tendo sido antecedido por António de Mesquita Pimentel e sucedido por André Coelho Vieira.